# Tusen och en natt (film, 1942)
Tusen och en natt (engelska: Arabian Nights) är en amerikansk äventyrsfilm från 1942 i regi av John Rawlins. I huvudrollerna ses Sabu, Maria Montez, Jon Hall och Leif Erickson. Filmen baseras visserligen på Tusen och en natt, men dess fantasi kan snarare härledas till Universal Pictures, än till de ursprungliga arabiska berättelserna. 

## Rollista i urval
- Sabu – Ali Ben Ali
- Jon Hall – Haroun-Al-Raschid
- Maria Montez – Sherazade
- Leif Erickson – Kamar (som Leif Erikson)
- Billy Gilbert – Ahmad
- Edgar Barrier – Nadan
- Richard Lane – korpral
- Turhan Bey – vaktkapten
- John Qualen – Aladdin
- Shemp Howard – Sinbad
- William 'Wee Willie' Davis – Valda
- Thomas Gomez – Hakim
- Jeni Le Gon – påkläderska
- Robert Greig – eunuck
- Charles Coleman – eunuck
- Emory Parnell – haremsvakt